# Gabrk (gmina Škofja Loka)
Gabrk – wieś w Słowenii, w gminie Škofja Loka. W 2018 roku liczyła 107 mieszkańców.